# ハヤテスプリント
ハヤテスプリントは岩手県競馬組合が施行する地方競馬の重賞競走である。正式名称は「めんこいテレビ杯 ハヤテスプリント」。

## 概要
2013年に盛岡競馬場ダート1000mの岩手所属3歳による重賞競走「蹄声会会長杯 ハヤテスプリント」として新設された。翌2014年に蹄声会会長杯がつかなくなり競走名が「ハヤテスプリント」に変更される。2016年に岩手競馬の重賞格付け制度導入に伴い、M3に格付け、レース名は「岩手県馬事振興会会長杯 ハヤテスプリント」となる。
2018年に地方全国交流に条件変更。あわせて格付けがM2に格上げされ、かつ距離が1200mに延長となる。
2019年にレース名が「めんこいテレビ杯 ハヤテスプリント」となる。
2023年と2024年はHITスタリオンシリーズに指定されていた。対象種牡馬は2023年がエピカリス、2024年がダンシングプリンス。

### 条件・賞金等（2025年）
出走条件
サラブレッド系3歳、地方全国交流。
- ウイナーカップの3着以上の馬に優先出走権がある。

負担重量
定量（56㎏、牝馬は2㎏減）
賞金等
賞金額は、1着500万円、2着175万円、3着100万円、4着65万円、5着35万円、着外手当は5万円。
副賞
めんこいテレビ社賞、開催執務委員長賞。

## 歴代優勝馬
全て盛岡競馬場ダートコースで施行。
| 回数   | 施行日        | 距離  | 優勝馬             | 性齢 | 所属   | タイム | 優勝騎手 | 管理調教師 | 馬主       |
| ------ | ------------- | ----- | ------------------ | ---- | ------ | ------ | -------- | ---------- | ---------- |
| 第1回  | 2013年7月13日 | 1000m | リュウノタケシツウ | 牡3  | 水沢   | 59.6   | 菅原俊吏 | 板垣吉則   | 蓑島竜一   |
| 第2回  | 2014年7月12日 | 1000m | ジャリーヴ         | 牝3  | 水沢   | 59.6   | 高松亮   | 佐藤雅彦   | 佐々木雄二 |
| 第3回  | 2015年7月11日 | 1000m | ランデックアロマ   | 牝3  | 水沢   | 1:01.6 | 村上忍   | 村上実     | 簗田満     |
| 第4回  | 2016年7月9日  | 1000m | トドイワガーデン   | 牡3  | 盛岡   | R58.8  | 山本政聡 | 櫻田康二   | 正木省司   |
| 第5回  | 2017年7月8日  | 1000m | ダンストンリアン   | 牝3  | 水沢   | 59.7   | 村上忍   | 村上実     | 伊藤孝治   |
| 第6回  | 2018年7月22日 | 1200m | アヴァレソー       | 牡3  | 浦和   | 1:12.3 | 左海誠二 | 薮口一麻   | （有）太盛 |
| 第7回  | 2019年7月21日 | 1200m | ケンガイア         | 牝3  | 船橋   | 1:10.8 | 山本聡哉 | 新井清重   | 中西宏彰   |
| 第8回  | 2020年7月26日 | 1200m | エイシンハルニレ   | 牡3  | 水沢   | 1:12.0 | 山本聡哉 | 畠山信一   | 吉田勝利   |
| 第9回  | 2021年7月25日 | 1200m | ソロユニット       | 牝3  | 北海道 | 1:14.8 | 阿部龍   | 角川秀樹   | 村上雅規   |
| 第10回 | 2022年7月24日 | 1200m | スターオブケリー   | 牝3  | 浦和   | 1:11.7 | 山本政聡 | 繁田健一   | 水谷昌晃   |
| 第11回 | 2023年7月23日 | 1200m | スタードラマー     | 牡3  | 大井   | 1:12.3 | 吉原寛人 | 須田和伸   | 中西功     |
| 第12回 | 2024年7月2日  | 1200m | オスカーブレイン   | 牡3  | 北海道 | 1:12.3 | 山本聡哉 | 角川秀樹   | 渋谷健作   |
| 第13回 | 2025年7月8日  | 1200m | キエティスム       | 牡3  | 大井   | 1:11.3 | 山本政聡 | 田中正人   | 会田裕一   |

- Rはコースレコードを示す。

#### 各回競走結果の出典
- ハヤテスプリント 歴代優勝馬 - 地方競馬全国協会
- JBISサーチ
  - 2013年、2014年、2015年、2016年、2017年、2018年、2019年、2020年、2021年、2022年、2023年、2024年、2025年